# خالد الزري
خالد ناصر راشد الزري (مواليد 13 مايو 1996، لاعب كرة قدم إماراتي يجيد اللعب في الدفاع مع نادي يونايتد الإماراتي معار من نادي كلباء .

## مسيرة اللاعب
لعب سابقاً مع نادي الشارقة ونادي عجمان ونادي كلباء ونادي يونايتد.

## روابط خارجية
- خالد الزري على موقع Soccerway.com (الإنجليزية)